# Naxa angustaria
Naxa angustaria là một loài bướm đêm trong họ Geometridae.